# Wilhelm Daniel Joseph Koch
Wilhelm Daniel Joseph Koch (5. března 1771 Kusel – 14. listopadu 1849 Erlangen) byl německý botanik a lékař.

## Život a kariéra
Koch studoval medicínu v Jeně a Marburgu. V roce 1795 byl jmenován „městským lékařem“ v Trarbachu a v roce 1798 v Kaiserslauternu. Už v této době se zajímal aktivně o botaniku. Roku 1824 byl jmenován profesorem medicíny a botaniky v Erlangenu, kde až do své smrti působil jako ředitel botanických zahrad. K jeho žákům patřil i Gottlieb Wilhelm Bischoff.

## Dílo
- Entomologische Hefte, 1803
- Catalogus plantarum florae palatinae, 1814
- Synopsis florae germanicae et helveticae, 1837

Byl po něm pojmenován rostlinný rod Kochia Roth. z čeledi Amaranthaceae.